# Prerie Kanadyjskie

Mapa przedstawiająca prowincje preriowe

Prerie Kanadyjskie (ang. Canadian Prairies, fr. Prairies canadiennes), także: prowincje preriowe (ang. Prairie provinces, fr. Provinces des Praires) – region w zachodniej Kanadzie, obejmujący prowincje Alberta, Manitoba i Saskatchewan. Te trzy prowincje łączy wspólnota historyczna i częściowo gospodarcza oraz – w znacznej mierze – cechy geograficzne. Razem z prowincją Kolumbia Brytyjska tworzą tzw. prowincje zachodnie.

## Historia
Tereny wchodzące w skład tego regionu do 1897 zarządzane były przez Kompanię Zatoki Hudsona, a po tej dacie zostały włączone do Kanady. Do tego czasu to terytorium, z wyjątkiem niewielkich obszarów południowo-wschodniej Manitoby (tzw. Koncesja Selkirka), zamieszkane były jedynie przez niewielkie grupy Indian. Intensywna akcja kolonizacyjna, jaka rozpoczęła się na przełomie XIX i XX wieku, spowodowała gwałtowny rozwój demograficzny i gospodarczy regionu oraz doprowadziła do powstania dwóch prowincji - Alberty i Saskatchewan – oraz znacznego poszerzenia miniaturowej Manitoby.
Od 1867 do 1914 roku, zachodnia Kanada była otwarta na masowy napływ osadników, stając się w tym czasie domem dla milionów imigrantów poszukujących nowego życia. Ten boom imigracyjny stworzył kluczowe branże, wciąż ważne dla utrzymania wysokiej międzynarodowej pozycji Kanady, takie jak rolnictwo, górnictwo oraz wydobycie ropy naftowej. W tych latach liczba mieszkańców prowincji preriowych – Manitoby, Saskatchewanu i Alberty – gwałtownie wzrosła, a napływający osadnicy rozpoczęli przekształcanie jałowych, równinnych prerii, zakładając nowe osady o unikalnej kulturze.
Okres bardzo intensywnego wzrost liczby osadników w latach 1867–1914 był jednocześnie jednym z najbardziej dynamicznych okresów wzrostu populacji w historii Kanady. Po 1867 roku w państwie tym zaszły bardzo istotne zmiany, które sprawiły, że emigracja do prowincji preriowych okazała się możliwa: zakończenie budowy kolei transkontynentalnej (7 listopada 1885 roku wbito ostatni gwóźdź) sprawiło, że transport towarów i ludzi na duże odległości stały się możliwe; uchwalenie ustawy Dominion Lands Act (1872 r.), która miała na celu zachęcenie do zasiedlania prowincji preriowych przez przybyszów zarówno z Europy, Stanów zjednoczonych, jak i ze wschodniej Kanday; ustanowienie w 1873 r. Północno-Zachodniej Policji Konnej (ang. North-West Mounted Police) gwarantującej bezpieczeństwo mieszkańców prerii; oraz utworzenie Departamentu Spraw Wewnętrznych w (1873 r.), który m.in. zajmował się zachęcaniem imigrantów do osiedlania się w tym regionie.
O skali imigracji mogą świadczyć poniższe dane. Pomiędzy rokiem 1891 a 1911 populacja prowincji Saskatchewan wzrosła o 1124,77%. Liczba mieszkańców głównego miasta prowincji Manioba – Winnipeg –  wzrosła z 20 000 w 1886 roku do 150,000 w roku 1911.

## Gospodarka
Mniej więcej do połowy lat siedemdziesiątych podstawą gospodarki Prerii Kanadyjskich było rolnictwo. Po rozpoczęciu eksploatacji bogatych złóż ropy naftowej w Albercie oblicze tej prowincji uległo radykalnej zmianie. Pozostałe dwie prowincje utrzymały swój głównie rolniczy charakter. Sercem przemysłu wydobycia ropy naftowej i gazu ziemnego jest położone w Albercie miasto Fort McMurray. W prowincji tej operuje wiele przedsiębiorstw związanych z tymi branżami, w tym: Syncrude, Suncor Energy, Canadian Natural Resources, BP Canada Shell Canada, Cenovus Energy, Encana, Imperial Oil, Husky Energy, TransCanada Corporation, Nexen.